# Dušan Frosch
Dušan Frosch (* 8. Mai 1981 in Hradec Králové, Tschechoslowakei) ist ein ehemaliger deutsch-tschechischer Eishockeyspieler. Auf der Position des rechten Flügelstürmers spielte er im Verlauf seiner Karriere unter anderem für die Wölfe Freiburg, Straubing Tigers, Kölner Haie, Nürnberg Ice Tigers und Iserlohn Roosters in der Deutschen Eishockey Liga (DEL).

## Karriere
Froschs Karriere begann in der U20-Mannschaft des HC Oceláři Třinec aus der tschechischen Extraliga, für die er bis 2002 insgesamt 99 Spiele bestritt. Aufgrund seiner Leistungen brachte es der Flügelstürmer ebenfalls zu elf Einsätzen in der Profimannschaft des Vereins. Während der Saison 2001/02 wurde der Linksschütze zum HC Šumperk in die 1. Liga transferiert, die er nach der Saison wieder verließ und beim HC VCES Hradec Králové anheuerte.
Zur Saison 2003/04 kam Frosch nach Deutschland zum EHC Freiburg in die Deutsche Eishockey Liga, für die er eine Saison spielte. Außerdem wurde der gebürtige Tscheche mit einer Förderlizenz für den damaligen Bundesligisten 1. EV Weiden ausgestattet. Die nächste Station des Angreifers waren die Schwenninger Wild Wings, bei denen er zum Leistungsträger avancierte und maßgeblich am Aufschwung der Baden-Württemberger beteiligt war. Seine Leistungen wurden durch zwei Allstar Game-Nominierungen und der Auszeichnung als bester Flügelstürmer der 2. Bundesliga 2005/06 gewürdigt.
Vor der Saison 2009/10 unterschrieb Frosch einen Zweijahresvertrag bei den Kölner Haien. Zur Saison 2010/11 wechselte er zu den Nürnberg Ice Tigers. 2013–2014 spielte er bei den Iserlohn Roosters, anschließend von 2014 bis 2018 beim EC Bad Nauheim in der DEL2. Nach einem Jahr bei den Starbulls Rosenheim in der Oberliga verbrachte er noch drei Spielzeiten beim TEV Miesbach in der viertklassigen Regionalliga, ehe er seine Karriere im Jahr 2022 beendete. Seitdem arbeitet er als Nachwuchstrainer in Miesbach.

## Erfolge und Auszeichnungen
- 2006 Bester Flügelstürmer der 2. Bundesliga
- 2006 Nominierung für das ESBG-Allstar-Game
- 2008 Nominierung für das ESBG-Allstar-Game

## Karrierestatistik

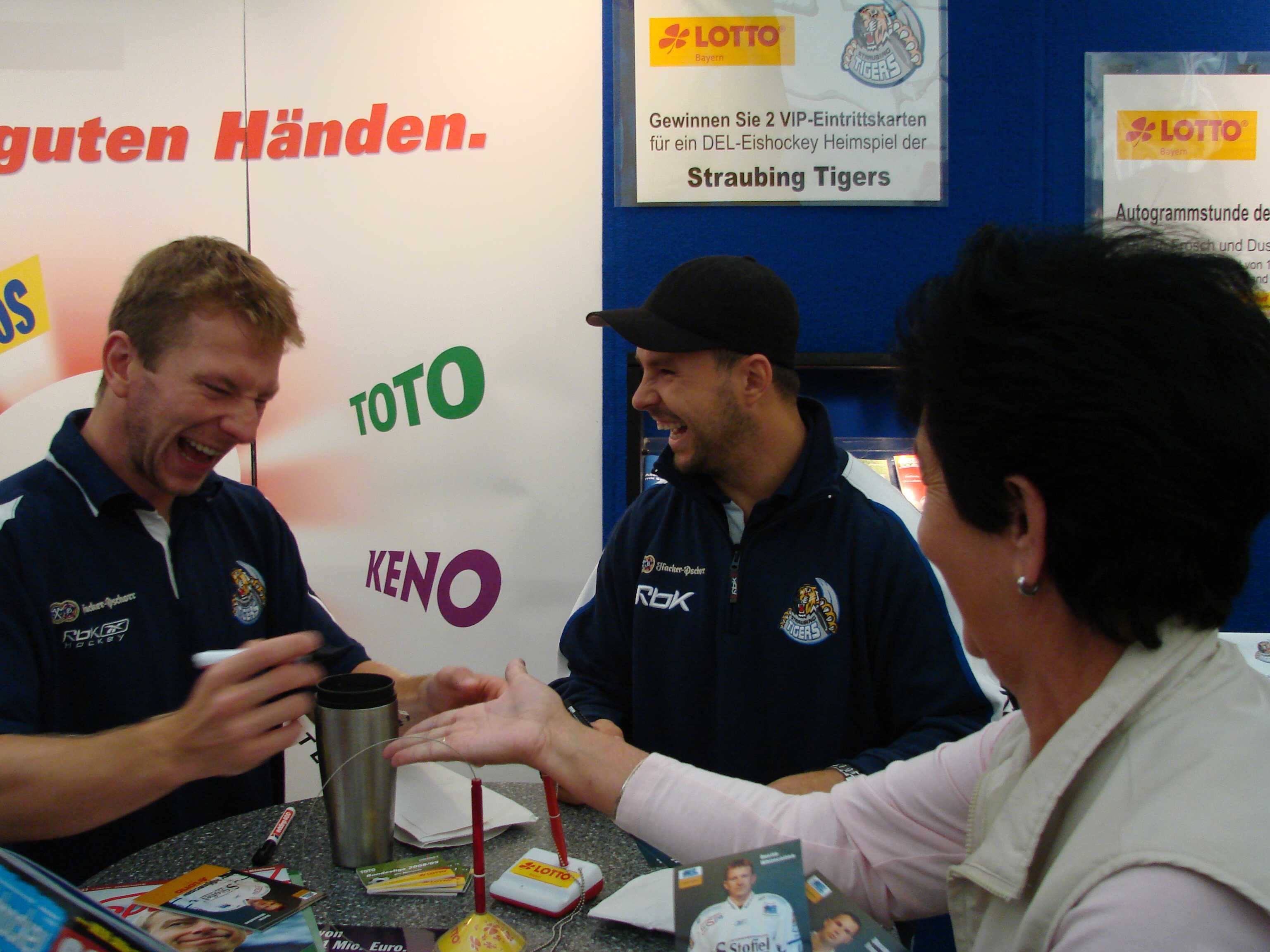
Dustin Whitecotton (links) und Dušan Frosch (Mitte)

(Legende zur Spielerstatistik: Sp oder GP = absolvierte Spiele; T oder G = erzielte Tore; V oder A = erzielte Assists; Pkt oder Pts = erzielte Scorerpunkte; SM oder PIM = erhaltene Strafminuten; +/− = Plus/Minus-Bilanz; PP = erzielte Überzahltore; SH = erzielte Unterzahltore; GW = erzielte Siegtore; 1 Play-downs/Relegation; Kursiv: Statistik nicht vollständig)